# Nowa Fundlandia na igrzyskach Wspólnoty Narodów
Nowa Fundlandia wystartowała po raz pierwszy na igrzyskach Wspólnoty Narodów w 1930 roku na igrzyskach w Hamilton. Następny start reprezentacji na igrzyskach w Londynie w 1934 roku, był jednocześnie ostatnim. Wynikało to ze zmiany statusu politycznego dominium. Aktualnie sportowcy z tego terytorium startują w reprezentacji Kanady.

## Klasyfikacja medalowa
| Igrzyska      | Złoto | Srebro | Brąz | Razem |
| ------------- | ----- | ------ | ---- | ----- |
| 1930 Hamilton | 0     | 0      | 0    | 0     |
| 1934 Londyn   | 0     | 0      | 0    | 0     |
| Razem         | 0     | 0      | 0    | 0     |